# Desastre ferroviário de Orissa
O desastre ferroviário de Orissa refere-se ao desastre envolvendo três trens que ocorreu em 2 de junho de 2023 perto de Balasore, no estado de Orissa, leste da Índia. Pelo menos 295 pessoas morreram e mais de 1 175 ficaram feridas no incidente.
Este foi o acidente ferroviário mais mortal da Índia desde o desastre ferroviário de Firozabade em 1995 e o mais mortal em todo o mundo desde o desastre ferroviário de Peraliya no Sri Lanka em 2004.

## Acidente
Em 2 de junho de 2023, o trem Expresso 12841 Coromandel estava viajando da estação ferroviária da cidade Haora, em Bengala Ocidental, para Chenai, em Tamil Nadu, na "linha principal ascendente" na estação ferroviária de Bahanaga no estado de Orissa. No mesmo momento, o trem Expresso Bengaluru – Howrah SF estava viajando na direção oposta de Bangalore, de Karnataka para Howrah, em Bengala Ocidental, na "linha principal descendente" adjacente. Ambos os trens, não programados para parar na estação ferroviária e tendo recebido um "sinal verde" indicando que era seguro prosseguir ao longo da linha principal, estavam na velocidade máxima permitida, que é de 128 quilômetros por hora.
Por volta das 19:00 IST (13:30 GMT), o Expresso Coromandel deveria continuar direto na linha principal ascendente, mas foi trocado erroneamente para a linha paralela ascendente em alta velocidade, onde colidiu com um trem de mercadorias carregado com minério de ferro que estava parado. Por causa da alta velocidade do impacto, 21 vagões do trem descarrilaram da linha principal. O trem de carga não descarrilou ou se moveu.
O Expresso Bengaluru-Howrah quase ultrapassou o Expresso Coromandel, mas três dos vagões descarrilados do Coromandel caíram na pista adjacente e chicotearam a cauda do Bengaluru-Howrah cruzando a estação ao mesmo tempo. Dois vagões vazios e o vagão de frenagem do Expresso Bengaluru-Howrahs descarrilaram. O restante do trem, que incluía a locomotiva e 20 vagões, partiu com seus passageiros e seguiu para Balasore, onde outro vagão danificado foi destacado. Os 19 vagões restantes continuaram sua jornada para o destino do trem em Howrah. Os compartimentos reservados do Expresso Bengaluru-Howrah não registraram mortes ou ferimentos de passageiros, mas funcionários disseram que a verificação da identidade dos passageiros nos vagões sem reservas levaria tempo.

## Vítimas

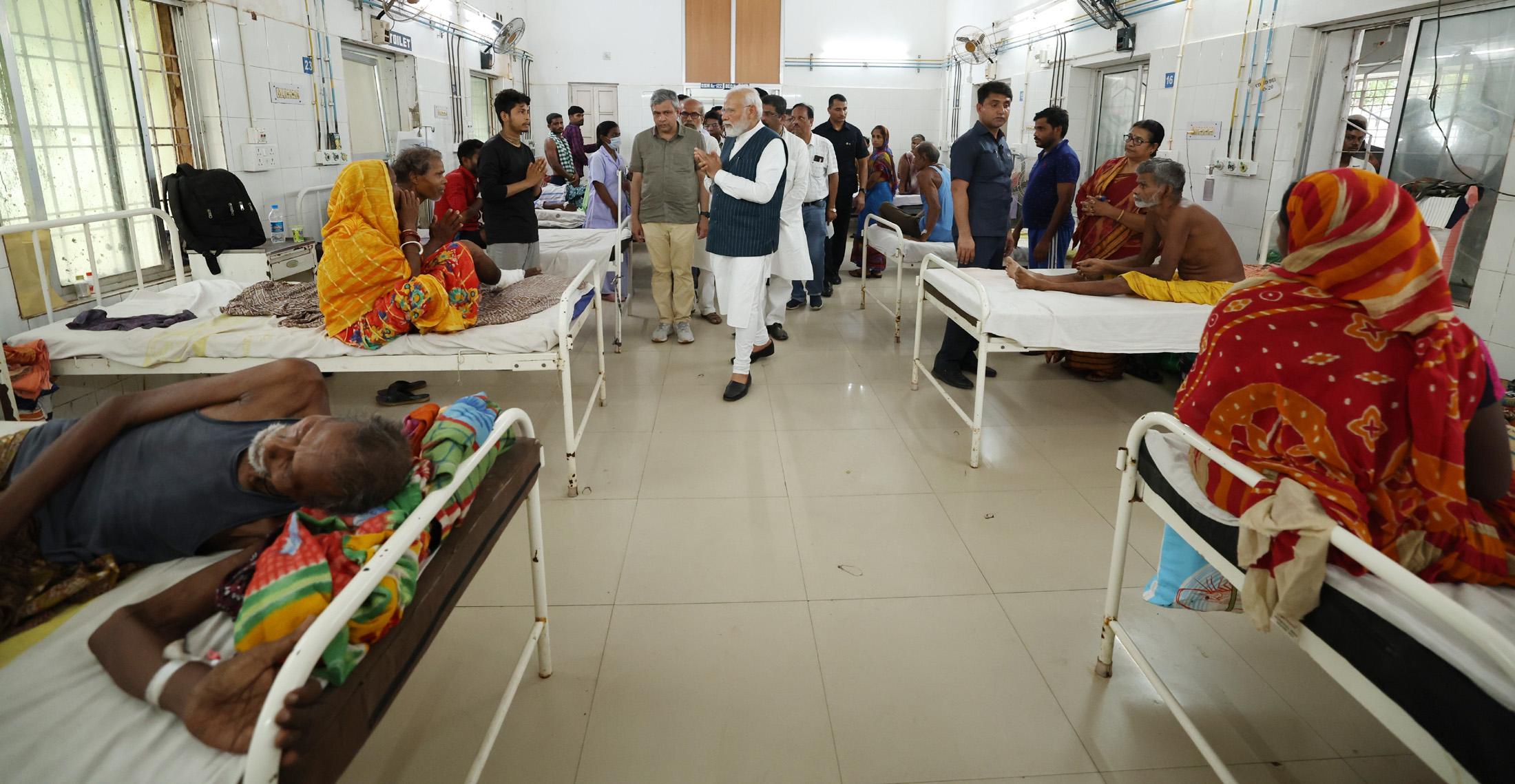
Narendra Modi visita vítimas do acidente em um hospital local

De acordo com relatórios iniciais de Pramila Mallik, ministra de gerenciamento de desastres do estado de Orissa, 288 pessoas morreram no acidente e mais de 900 outras ficaram feridas; esses números aumentariam mais tarde. O número de mortos foi posteriormente revisado para 275 pelo secretário-chefe de Orissa. Os corpos dos passageiros falecidos foram levados para uma escola local, escolhida devido aos seus espaços abertos e localização próxima ao local do acidente. A identificação dos corpos foi dificultada devido a queimaduras ou outros traumas, fazendo com que os funcionários usassem bagagens, telefones e outros pertences para tentar identificar os passageiros.
Na noite de 3 de junho, funcionários do governo de Orissa disseram que 1.175 pessoas foram internadas em hospitais como resultado do acidente; 793 dessas pessoas foram liberadas e 382 ainda estavam em tratamento. Os hospitais locais ficaram sobrecarregados com o fluxo de pessoas feridas, mas trabalharam para fornecer aos pacientes atendimento adequado.

## Investigação

Diagrama do acidente.

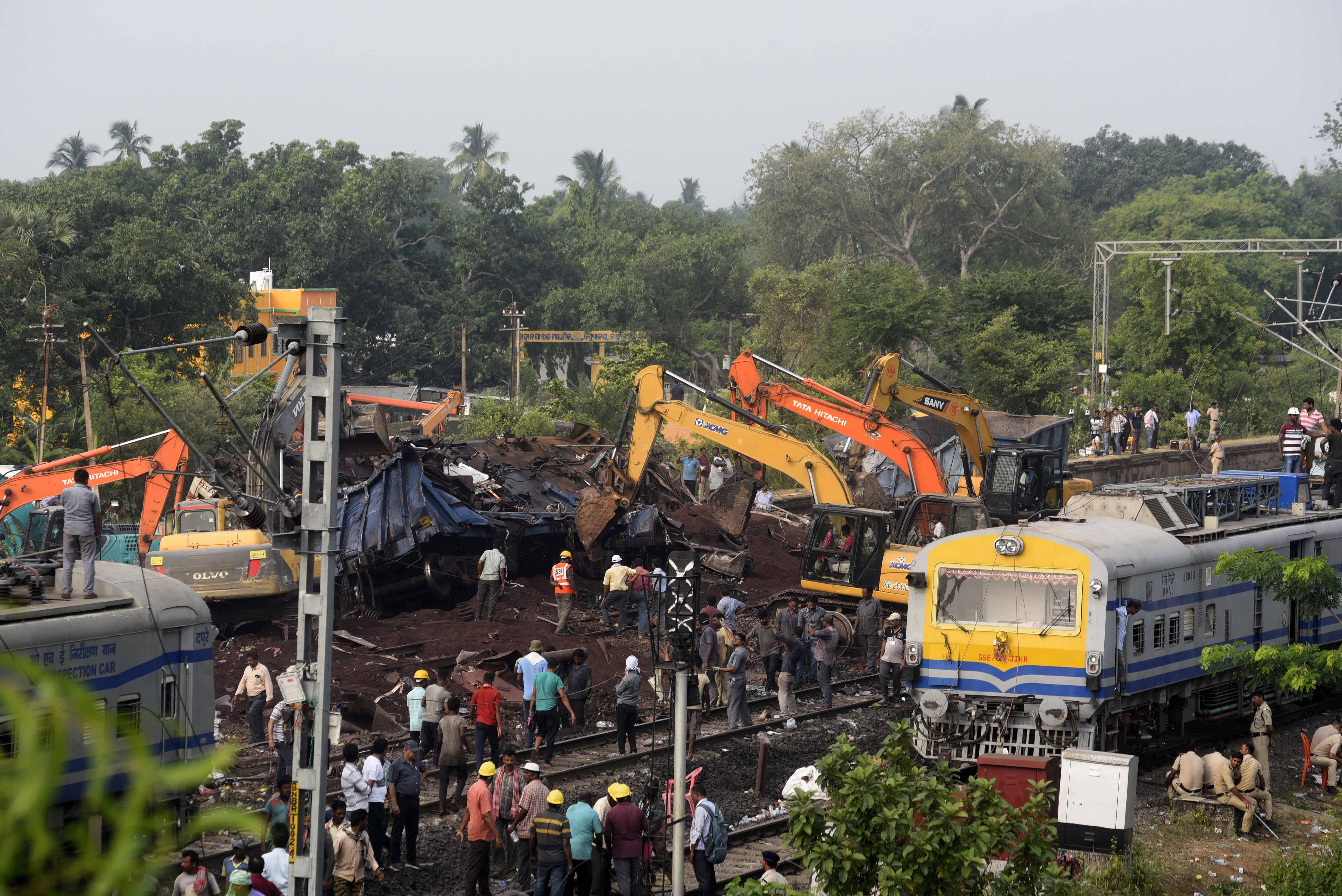
Operações de limpeza sendo conduzidas no local do acidente

Uma investigação preliminar conduzida por funcionários da divisão ferroviária de Kharagpur indica que o seguinte ocorreu no local do acidente:
- O Expresso Coromandel estava indo em direção a Chenai em uma linha para o sul a uma velocidade de 128 km/h e inicialmente recebeu o sinal para prosseguir na linha principal que estava chegando. No entanto, por razões desconhecidas, o sinal foi retirado para a linha principal e a rota foi alterada para uma linha circular adjacente à linha principal.
- O Expresso Coromandel então atingiu a extremidade traseira de um trem de mercadorias parado que estava na linha de retorno. Isso fez com que a locomotiva do Expresso Coromandel passasse por cima do vagão do trem de carga e também causou o descarrilamento dos 22 vagões do Expresso Coromandel.
- Nesse ínterim, o Expresso Bengaluru-Howrah, que estava indo em direção a Howrah na linha norte a uma velocidade de 126 km/h, atravessou p Expresso Coromandel na direção oposta. No momento do acidente, a maioria dos vagões do Expresso Bengaluru-Howrah, mas não sua extremidade traseira, havia passado pelo outro trem.
- Quando o Expresso Coromandel descarrilou, três de seus vagões atingiram os dois últimos vagões do Expresso Bengaluru – Howrah; consequentemente, esses cinco vagões tiveram o maior número de mortes.

As autoridades ferroviárias informaram que o sistema anticolisão ainda não havia sido implantado na via onde ocorreu a colisão, apesar de terem sido avisados duas vezes nos seis meses anteriores ao ancidente sobre a falta do sistema de sinalização anticolisão e outras deficiências que contribuíram para causando o descarrilamento. Em fevereiro de 2023, o principal gerente operacional chefe da zona South Western Railways escreveu às autoridades depois que o Expresso Yesvantpur – Hazrat Nizamuddin Sampark Kranti escapou por pouco de uma colisão. Ele havia avisado a South Western Railways que haveria descarrilamentos se as falhas no sistema de sinalização permanecessem sem conserto. Um relatório de dezembro de 2022 sobre descarrilamentos do Controlador e Auditor Geral da Índia alertou que a falta de equipes adequadas no departamento de segurança da empresa Ferrovias Indianas afetaria a qualidade da manutenção. O relatório também afirmou que os investimentos em segurança ferroviária ficaram aquém de sua meta todos os anos nos últimos quatro anos. Esse relatório contradiz as alegações das Ferrovias Indianas de que o acidente não foi um reflexo de problemas de segurança mais profundos no sistema.
Em 4 de junho, o Ministro das Ferrovias Ashwini Vaishnaw afirmou que uma "mudança no intertravamento eletrônico", um erro nos sinais eletrônicos, causou o acidente. O membro do Conselho Ferroviário Jaya Varma disse que o sistema de intertravamento eletrônico é "à prova de falhas" em 99,9% dos casos, mas o raro caso de falha pode indicar uma interferência.

## Reações

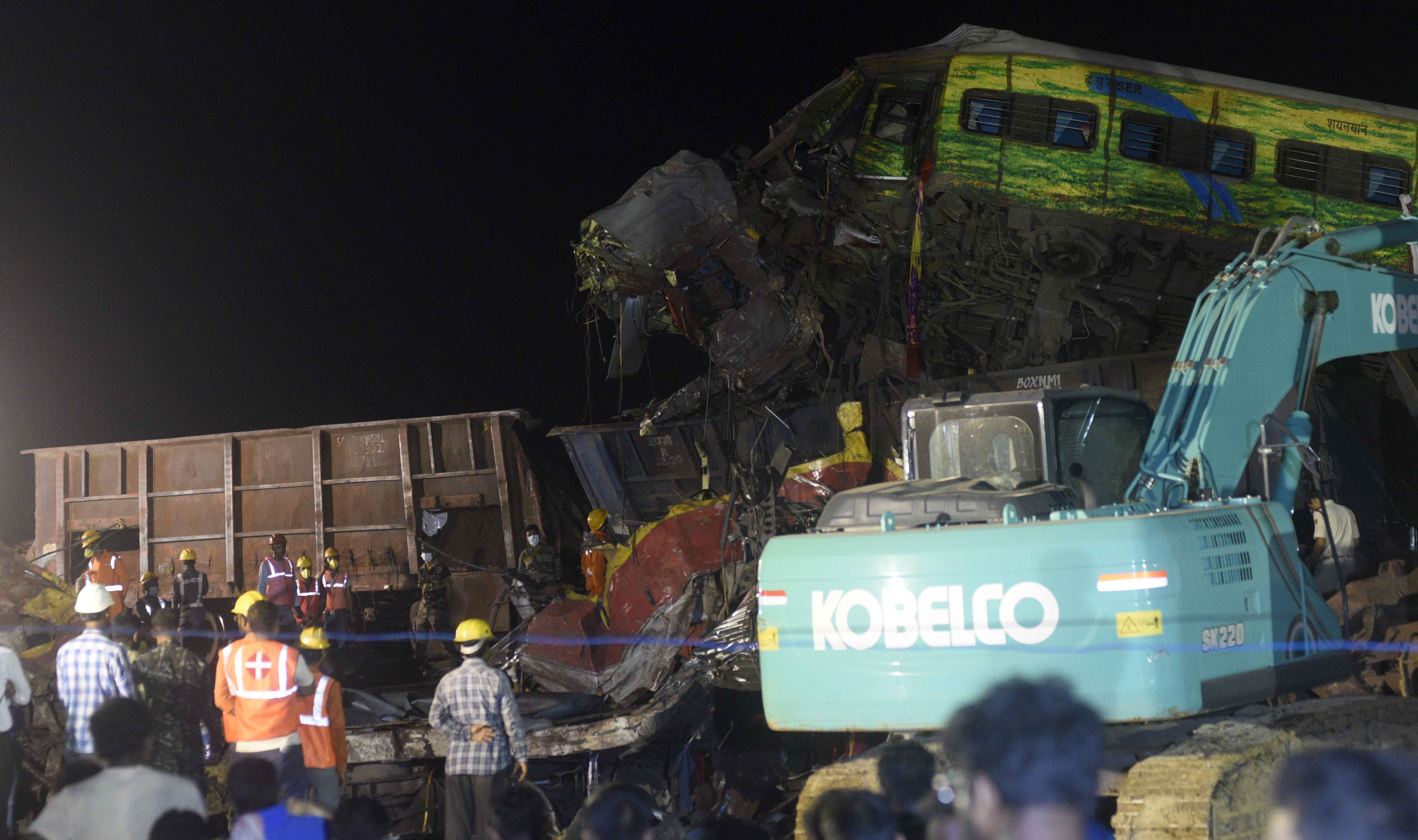
Socorristas no local um dia após o acidente

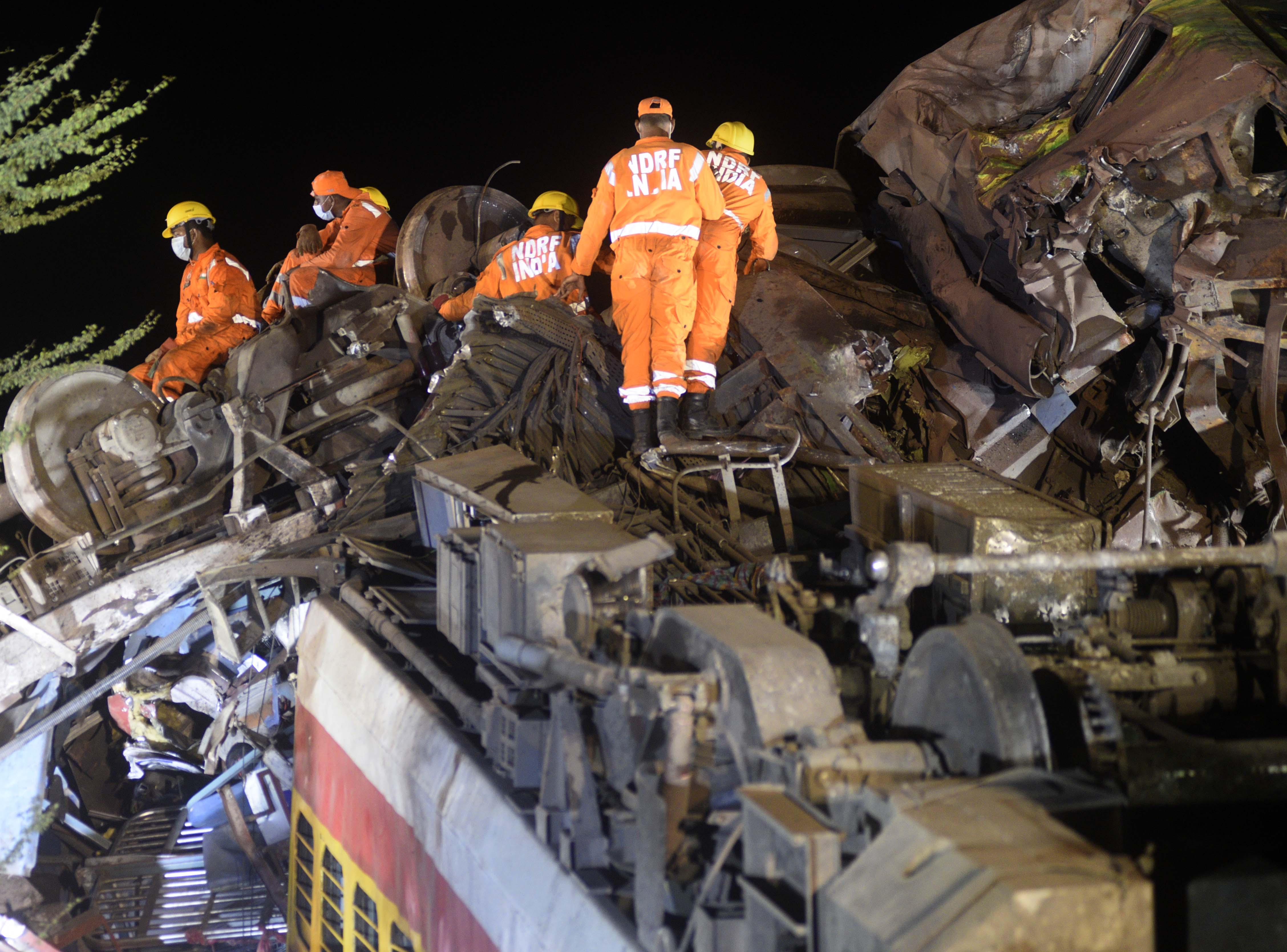
Membros da Força Nacional de Resposta a Desastres da Índia no local, 3 de junho

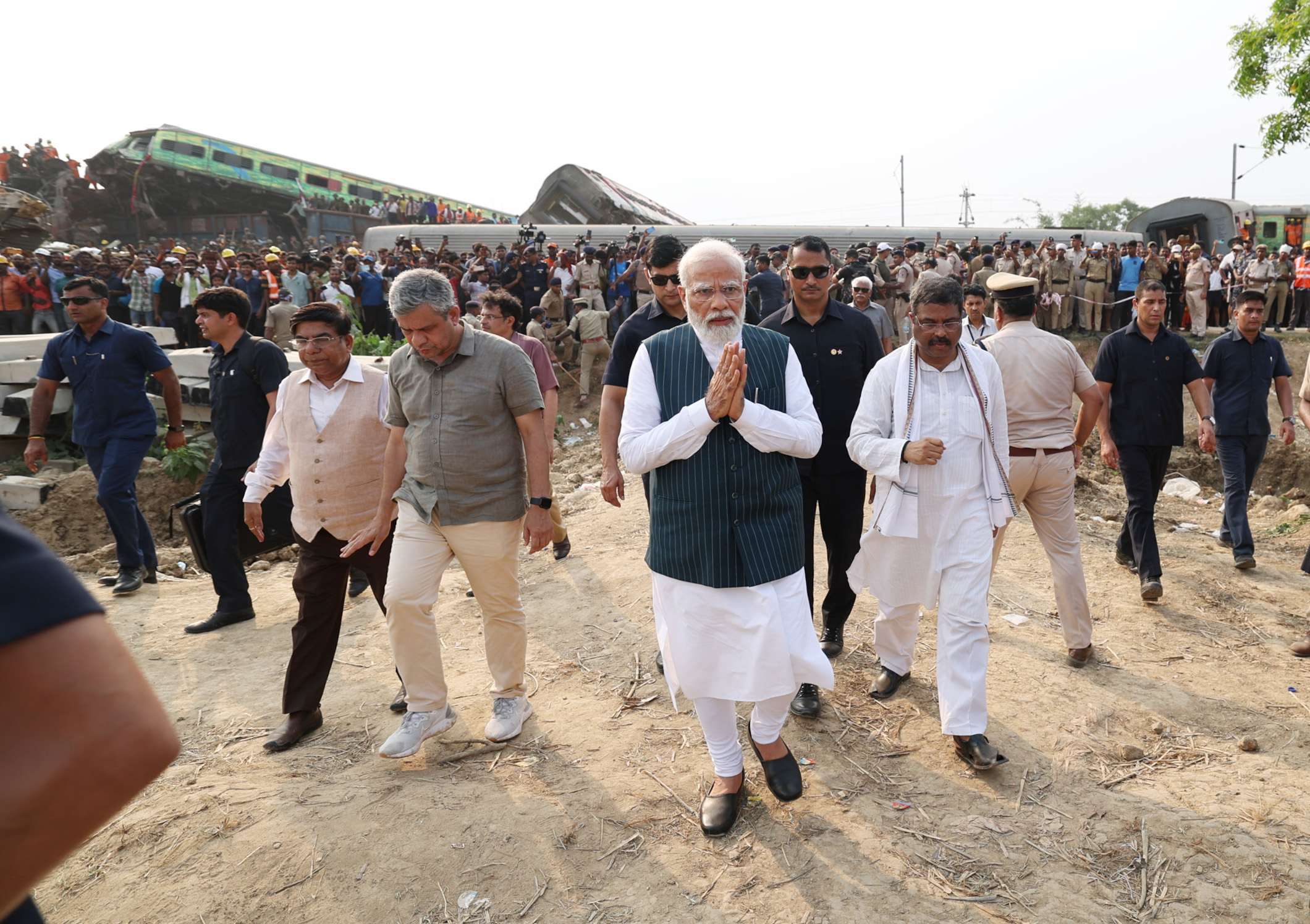
Narendra Modi visitando o local do acidente

O governo de Bengala Ocidental enviou 30 ambulâncias para ajudar no resgate e recuperação dos feridos. Além disso, 40 médicos e várias equipes de enfermagem também foram enviados para prestar assistência médica a pessoas gravemente feridas. O governo de Tamil Nadu enviou uma delegação de alto nível composta por dois ministros de estado e três oficiais Serviço Administrativo Indiano a Orissa para ajudar os passageiros com destino a Chenai e observar a situação. Também providenciou uma instalação de tratamento com 70 leitos no Hospital Geral do Governo Rajiv Gandhi de Chenai.
A busca e recuperação de passageiros presos e feridos continuou durante a noite de 2 de junho e foi concluída na tarde de 3 de junho. Cães de busca foram usados para encontrar sobreviventes. A South Eastern Railway anunciou que os esforços começaram a restaurar o local do acidente no dia seguinte. Vários moradores de Balasore, Bhadrak e Cuttack foram aos hospitais para doar sangue.
A empresa Ferrovias Indianas e os governos de Orissa e Bengala Ocidental emitiram números de linhas de ajuda. De acordo com o secretário-chefe de Orissa, Pradeep Jena, três unidades NDRF, quatro unidades da Força de Ação Rápida para Desastres de Orissa, mais de 15 equipes de resgate de bombeiros, 30 médicos, 200 policiais e 60 ambulâncias foram mobilizados para as operações de resgate. Foi relatado que outras quatro equipes da NDRF estavam a caminho do local do acidente.
O primeiro-ministro da Índia, Narendra Modi, twittou: "As operações de resgate estão em andamento no local do acidente e toda a assistência possível está sendo prestada aos afetados". As ferrovias anunciaram uma indenização de 10 laques (o equivalente a 13 mil dólares) para as famílias dos falecidos e 2 para os com ferimentos graves; ₹50 mil foram prometidos para os com ferimentos leves. Além disso, uma compensação ex gratia de 2 laques (2,5 mil dólares) do PMNRF seria dada às famílias dos falecidos e ₹50 mil aos feridos.
Vários trens foram cancelados ou desviados após o acidente. A corrida inaugural do Mumbai CSMT – Madgaon Vande Bharat Express, que estava marcada para 3 de junho, também foi cancelada.
Narendra Modi, o primeiro-ministro da Índia, expressou sua angústia pelo incidente e estendeu seus pensamentos às famílias enlutadas. O ministro do Interior da União, Amit Shah, descreveu o incidente como "profundamente angustiante". O ministro-chefe de Orissa, Naveen Patnaik, e o ministro-chefe de Bengala Ocidental, Mamata Banerjee, expressaram suas preocupações com o desastre. Líderes de países vizinhos da Índia e de todo o mundo expressaram suas condolências pela perda de vidas e estenderam seu apoio à Índia. Tanto o ministro-chefe de Orissa quanto o ministro-chefe de Tamil Nadu declararam luto e este último anunciou uma indenização de 5 laques (6,3 mil dólares) aos parentes dos que morreram.